# Hindko
L'hindko és una llengua indoirànica de la branca indoària. Pertany al subgrup "Lahnda" de les llengües indoàries, juntament amb el seraiki i el potwari. La llengua es parla a les províncies pakistaneses del Khyber-Pakhtunkhwa i el Panjab. Els parlants d'aquesta llengua formen el grup ètnic hindkowan. És la sisena llengua més parlada al Pakistan.

## Nom
L'H.A. Rose explica l'origen de la paraula "hindko":
| « | Hindki, un terme genèric, gairebé despectiu, aplicat a tots els musulmans que sent d'origen hindú parlen l'hindko i es van convertir al Islam fa relativament poc de temps. A Bannu el terme generalment denota un llaurador awan o jatt, però en un sentit més ampli inclou tots els musulmans que parlen la llengua hindko. | » |

Això no obstant, The NWFP Imperial Gazetteer of India (1905) no relaciona l'hindko amb la religió hindú, sinó amb la cadena muntanyosa de l'Hindu Kush.

## Domini lingüístic
Els hindkowans formen la majoria lingüística als districtes de l'antiga Divisió d'Hazara al Khyber-Pakhtunkhwa i al districte d'Attock al Panjab. És la llengua pròpia de la capital del Khyber-Pakhtunkhwa, Peshawar, malgrat que últimament s'hi parla més paixtu, una llengua veïna que està substituint l'hindko en algunes zones de la província.
El domini lingüístic del hindko també s'anomena Gandhara per part d'algunes organitzacions hindkowans, com per exemple l'Hindko Gandhara Board, agafant el nom de l'antiga regió.

## Dialectes
L'hindko es divideix en dos grups dialectals, el nord-hindko de la regió d'Hazara del Khyber-Pakhtunkhwa, i el sud-hindko de la província del Panjab. El sud-hindko també rep el nom de chachi. L'Ethnologue els tracta com a dues llengües distintes.

## Moviment reivindicatiu
L'hindko, tal com la resta de les llengües regionals del Pakistan (excepte el sindhi, que es reconeix com a "llengua provincial" al Sindh), no té cap reconeixement estatal. Hi ha un moviment lingüístic a favor de la llengua, liderat pel Gandhara Hindko Board. Aquesta organització és basada en la capital cultural del domini hindkowan/hindkoparlant de Peshawar (malgrat que el hindko està patint d'una substitució lingüística pel paixtu allà), on ha publicat el primer diccionari de la llengua.
També es suggereix la creació d'una nova província pels parlants d'hindko, especialment després del canvi oficial del nom de la Província de la Frontera del Nord-oest (o sigui, un nom regional) a Khyber Pakhtunkhwa (un nom plenament ètnic, referint-se a la majoria paixtu-parlant i excloent la minoria hindkowan).